# Villa Arneborg

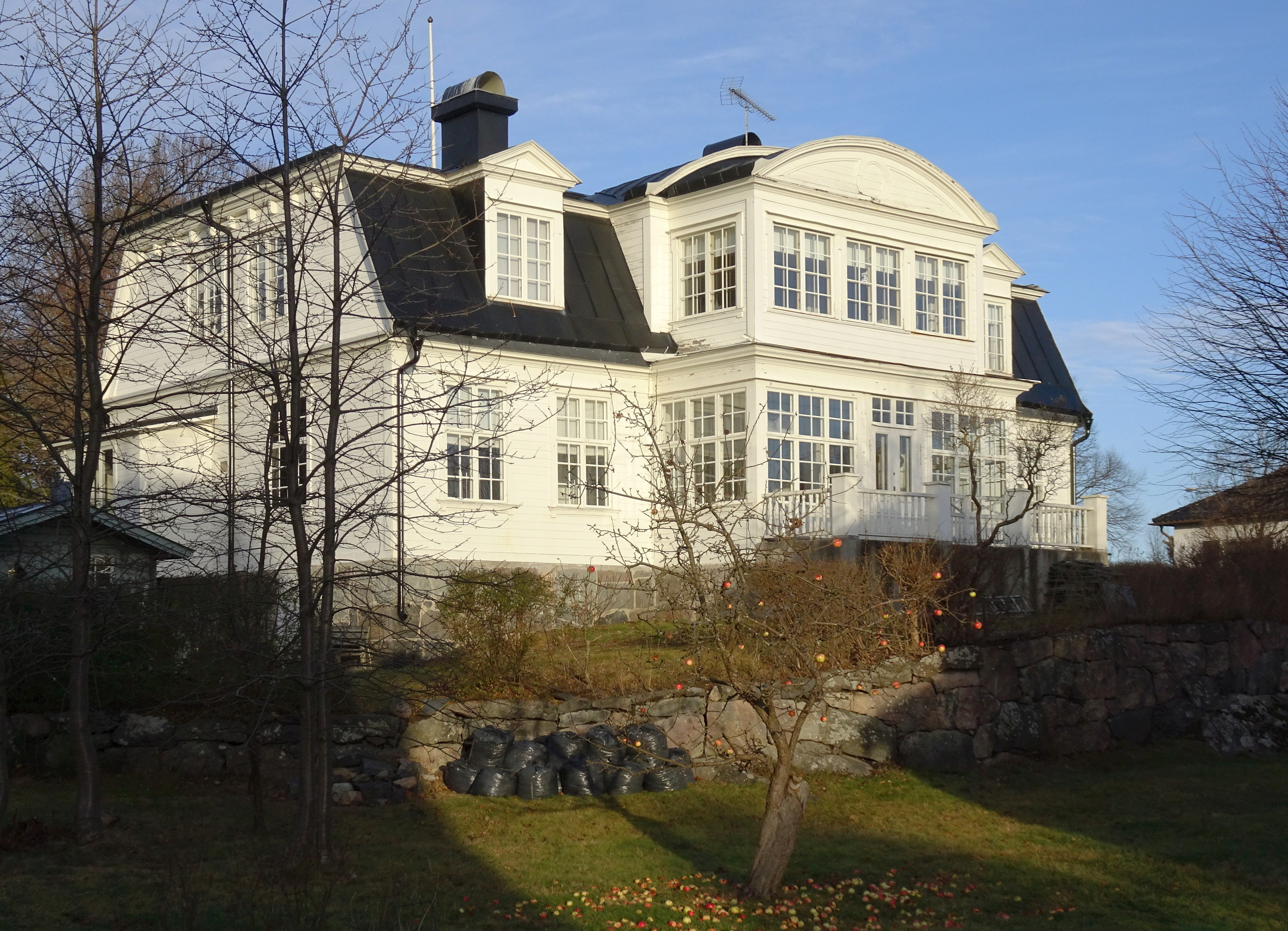
Villa Arneborg, trädgårdssidan, 2016.

Villa Arneborg är en privatvilla på Villagatan 13 i Trosa uppförd 1907 efter ritningar av arkitekten Ferdinand Boberg. Fastigheten ägdes från 1916 av brukspatronen Albert Bergström. 

## Beskrivning
Villan är byggd i trä och gestaltad i jugendstil. Entrépartiet är klädd med spån och har en altan som bärs upp av fyra kolonner. Portiken kröns av en rundad frontespis med ett cirkelformat kransornament som återkommer på fasaden mot trädgården. Enligt Bobergkännaren och arkitekturskribenten, Ann Thorson Walton, är den mest negativa aspekten med huset dess stympade tak, som inte passar ihop med den övriga stilen och inte heller återkommer i Bobergs andra verk.
Den omgivande parken var vid villans upprättande på 6000 kvadratmeter.

## Bilder

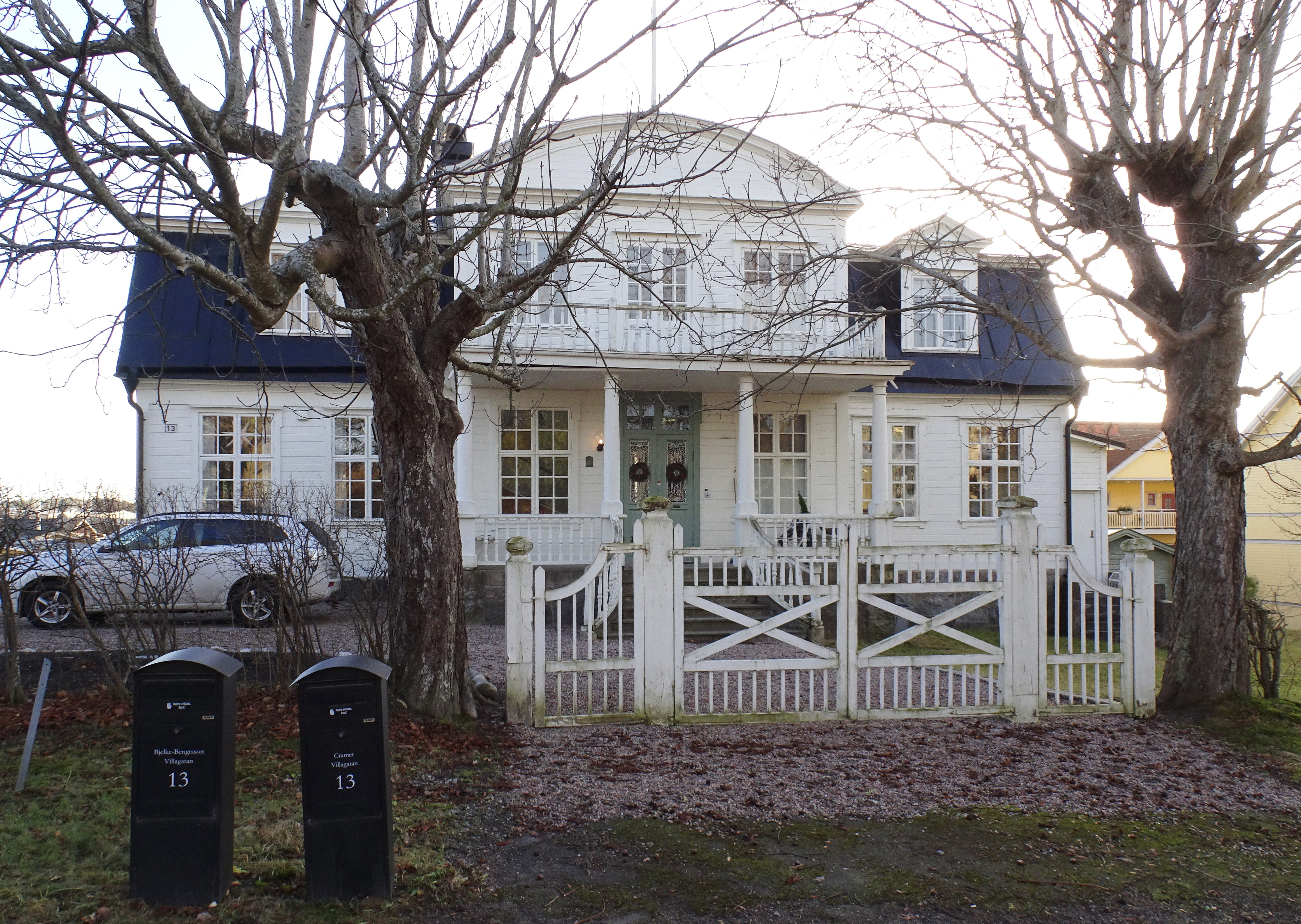
Fasad mot Villavägen
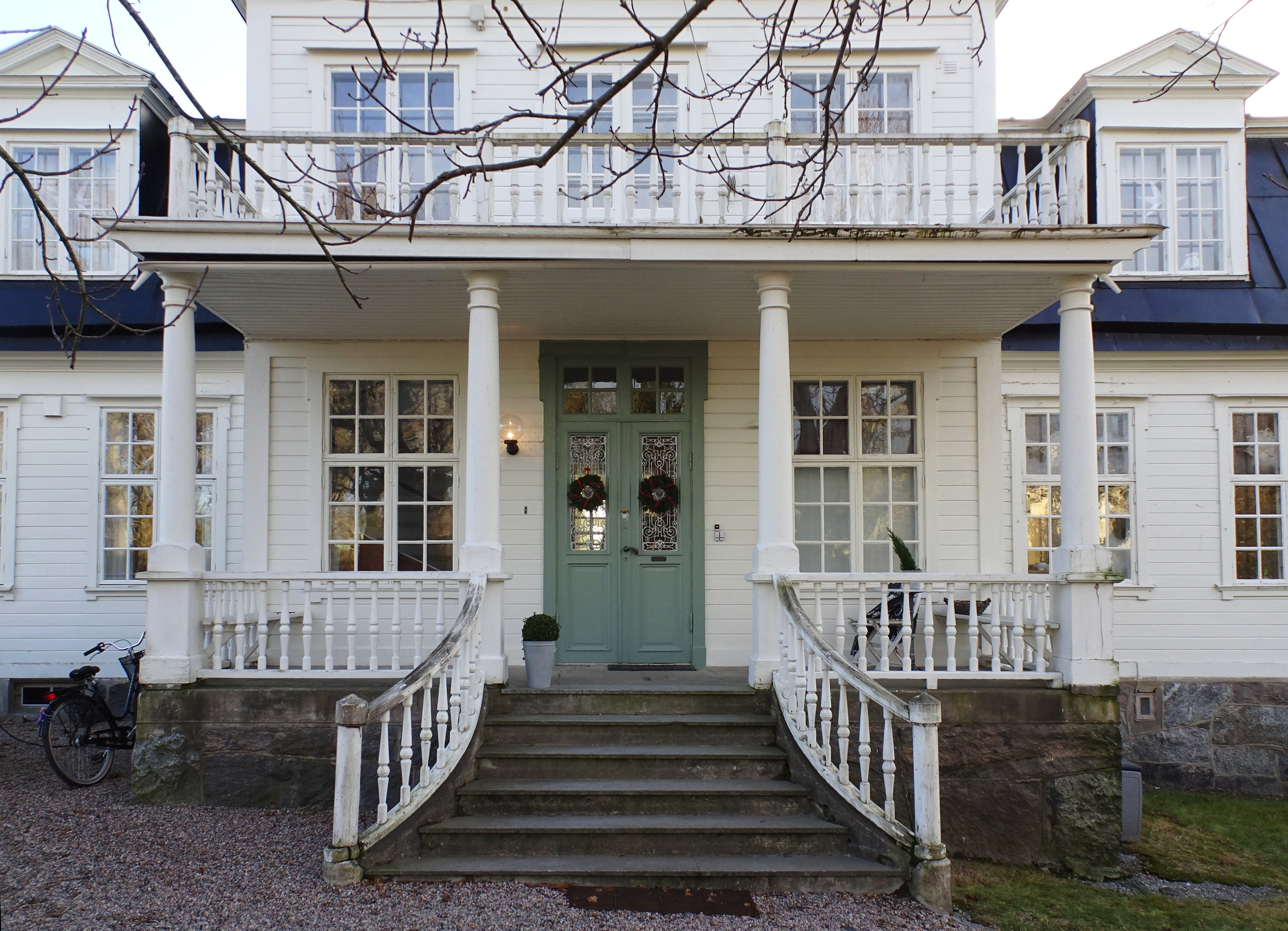
Entrén och altanen